# 鈴木寛 (ボブスレー)
鈴木 寛（すずき ひろし、1973年12月13日 - ）は、北海道瀬棚郡今金町出身の日本のボブスレー選手である。北野建設所属。女子の桧野真奈美とともに日本ボブスレー界をリードしている。

## 来歴
今金中学校では陸上競技の選手として三種競技道大会優勝。室蘭大谷高校では野球部に所属、外野手として道大会準優勝を経験。
仙台大学進学後にボブスレーを始め、在学中に1994年リレハンメルオリンピック出場。
卒業後はグローバリーに就職。長野・ソルトレークシティオリンピックに連続出場。日本ボブスレー界で常にトップを走っていた。
だが、2005年に所属先の不祥事の影響で選手活動がままならなくなり、2006年トリノオリンピック出場を逃した。
その後、マネックス証券を経て、現在の北野建設に移籍。
2010年バンクーバーオリンピックで2大会ぶり4度目の五輪出場権を獲得した。
全日本ボブスレー選手権大会では優勝10回、2003年から8連覇中。